# Wladimir Filippowitsch Tribuz
Wladimir Filippowitsch Tribuz (russisch Владимир Филиппович Трибуц, * 15. Julijul. / 28. Juli 1900greg. in Sankt Petersburg, Russisches Kaiserreich; †   30. August 1977 in Moskau) war ein sowjetischer Admiral und Befehlshaber der Baltischen Flotte im Zweiten Weltkrieg.

## Leben
Seine Vorfahren waren Anfang des 18. Jahrhunderts noch Leibeigene aus der Provinz Minsk. Nach der Abschaffung der Leibeigenschaft zog die Familie Tribuz unter Zar Alexander III. aus einem verarmten Dorf nach Petersburg. Auch hier konnten sie ihre Lebensverhältnisse nur wenig verbessern, nachdem der junge Tribuz eine dreistufige Schule absolvierte, hatten die Eltern Schwierigkeiten, ihrem Sohn das Studium an der 4. Klasse der Petrowski-Hochschule zu finanzieren. Nach abgeschlossenen Medizinstudium trat er in eine medizinische Schule ein, wo Verpflegung und Kleidung kostenlos zur Verfügung gestellt wurden. Die letzten Prüfungen legten Tribuz und seine Klassenkameraden kurz nach der Oktoberrevolution ab. Im Dezember 1917 wurde er als Assistenzarzt in ein Petrograder Krankenhaus versetzt und Anfang 1918 trat er freiwillig in die Rote Armee ein. Als Soldat nahm an er an den Kämpfen gegen deutsche Freikorps bei Narwa teil.

### Frühe Marinekarriere
Während des Bürgerkrieges diente Tribuz in der 1. Eskadre der neuen Roten Nordflotte. Im Auftrag Lenins wurden Schiffe aus der Ostsee entsandt, um die Verteidigung der südlichen Grenzen der Sowjetrepublik am Kaspischen Meer zu verstärken. Ab Mai 1920 diente er in der Wolga-Flottille in Astrachan und nahm an den Operationen mehrerer Zerstörer gegen Banden der Kulaken teil. Er diente dabei unter Kapitän I. S. Issakow auf dem Zerstörer Dejatjelny und nahm an den Kämpfen um Baku, Machatschkala und Anzali teil. Die Besatzung des Kanonenbootes Lenin, wo er später diente, wählte ihn zum Deputierten des Arbeiter- und Bauernrates von Baku. 1922 wechselte er als Marinekadett nach Archangelsk und absolvierte 1926 das Studium an der Frunse-Marineakademie in Leningrad. Nach dem Abschluss diente er als Oberleutnant in der Baltischen Flotte, seit 1927 war er Erster Offizier und Befehlshaber des Hauptgeschütz-Turmes des Schlachtschiffes Parischskaja Kommuna. Der Offiziersdienst auf dem Schlachtschiff war ein wichtiger Schritt in seinem Leben. 1928 trat er der kommunistischen Partei bei und wurde auf diesem Schiff zum höheren Marinekommandanten ausgebildet. Ungewöhnliche Fähigkeiten und die Liebe zum Marinedienst bestimmten seine rasche Karriere. 1929 wurde er Stellvertreter des Kommandanten und leitender Wachoffizier.
Von 1929 bis 1932 studierte er an der Marineakademie, danach diente er als Offizier auf dem Schlachtschiff Marat. Von 1934 bis 1936 war er Kommandant des Zerstörers Jakow Swerdlow. Dann wurde er im Hauptquartier der Baltischen Flotte zum Leiter der Abteilung für Kampfausbildung ernannt. Im Februar 1938 stieg er zum Stabschef und im April 1939 zum Kommandanten der Baltischen Flotte auf.

### Im Zweiten Weltkrieg

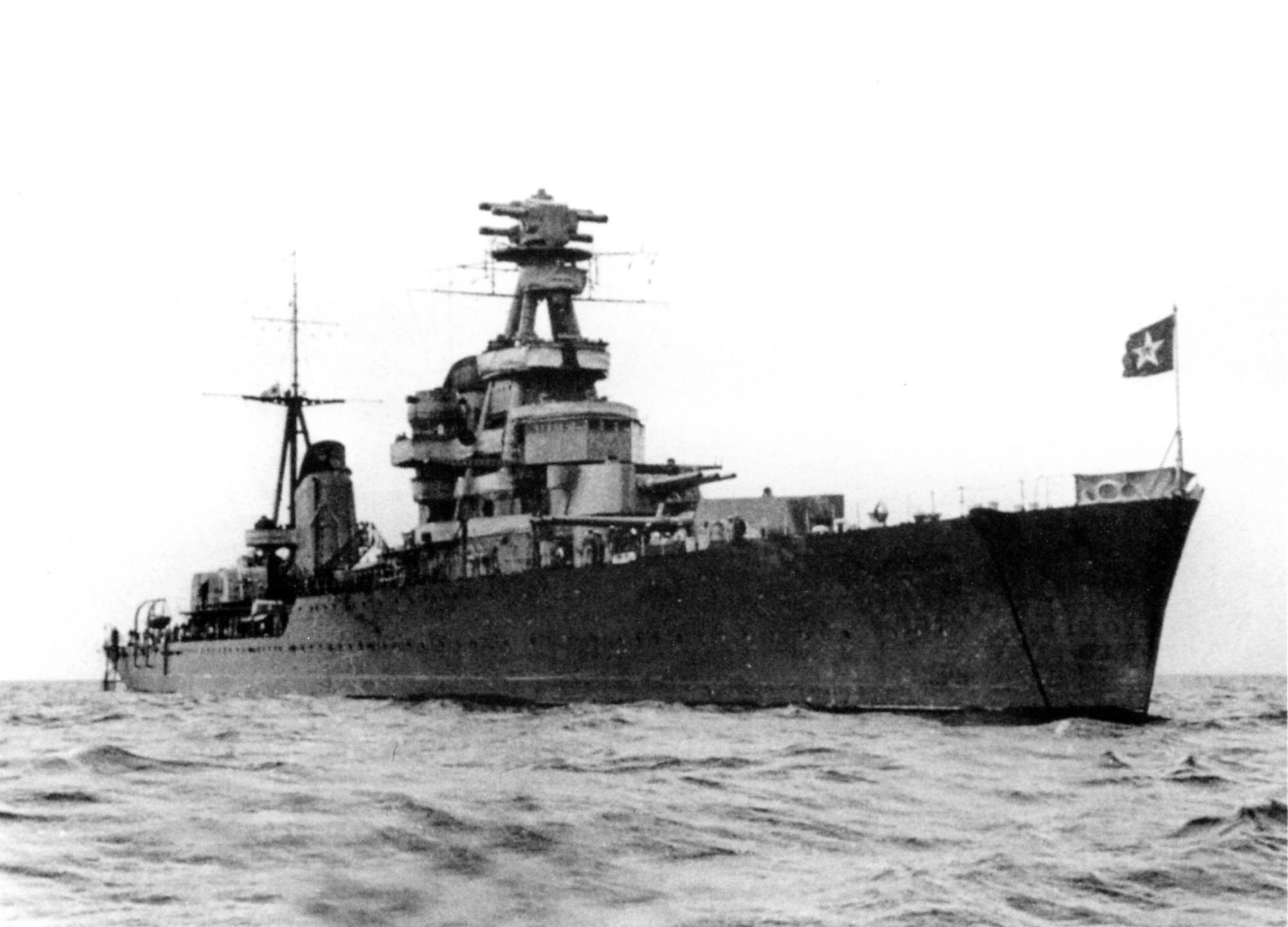
Schwerer Kreuzer Kirow, Flaggschiff der Baltischen Flotte 1941

Am 28. Januar 1940 wurde er Flaggkapitän 1. Ranges und am 4. Juni 1940 zum Vizeadmiral befördert. Im Juni führte er die Baltische Flotte von Kronstadt in der Ostsee, um die Bodentruppen in den Küstengebieten zu unterstützen. Unter dem Volkskommissar der Kriegsmarine, Admiral Nikolai Kusnezow leitete er die Verteidigung von Tallinn und des Moonsund Archipels gegen die deutschen Invasoren. Im August 1941 leitete er an Bord des Schweren Kreuzers Kirow den Rückzug der Baltischen Flotte nach Kronstadt. Ab 23. Oktober 1941 begann die nötig gewordene Evakuierung der Marinebasis von Hanko, die 49 Tage dauerte. Es war notwendig 27.000 Menschen und Tausende Tonnen Fracht abzutransportieren. Von 88 Schiffen, die an der Evakuierung teilnahmen, gingen 25 verloren, darunter 1 Schlachtschiff, 1 Kreuzer, 15 Zerstörer und 27 U-Boote. 1944 war er maßgeblich an der Operation im Brückenkopf von Oranienbaum beteiligt, welche mit der Anlandung der 2. Stoßarmee half, die Blockade Leningrads aufzuheben. Seine Marinestreitkräfte waren auch an der Wyborg-Petrosawodsker Operation beteiligt, bei denen Truppen der Leningrader- und Karelischen Front amphibische Landungen durchführten. In den folgenden Jahren 1944 und 1945 unterstützten seine maritimen Kräfte die Operationen der 2. Weißrussischen Front an der Küste von Ostpreußen und Ostpommern.

### Nachkriegszeit
Von März 1946 bis Mai 1947 kommandierte die 8. Marineflottile. Von 1946 bis 1950 war er Stellvertreter des Obersten Sowjets der UdSSR, seit 28. Mai 1947  stellvertretender Oberbefehlshaber der Seestreitkräfte in Fernost. Im Juni 1948 wurde er nach Moskau zurückgerufen. Von September 1948 bis Januar 1949 war er Leiter des Amtes für Marine-Erziehung in Leningrad. Im März 1949 bis Dezember 1951 leitete er die Hydrographische Verwaltung der sowjetischen Marine. Von Juni bis September 1948 und von Januar bis März 1949 stand er dem Oberbefehlshaber als Berater zur Verfügung. Im  Januar 1952 wechselte er auf den Posten eines Abteilungsleiters der Fakultät der Woroschilow-Militärakademie. Er fungierte als erster Leiter der Abteilung der Überwasserschiffe, ab August 1953 war er Leiter der Abteilung für Taktik, von Dezember 1953 bis Juli 1956 Leiter der Marinefakultät. Von Juli 1956 bis August 1957 bearbeitete er als Forschungsleiter operativ-taktische Probleme im Marinegeneralstab. Bis Februar 1961 war er Chef des Marine-Inspektorats im Verteidigungsministerium. Nach seinem Ruhestand leitete er ab 1961 noch einen Sektor im Institut für wissenschaftliche und technische Information. Er beschäftigte sich intensiv mit der Geschichte der sowjetischen Flotte und schrieb über 100 Manuskripte und Publikationen. Für seine wissenschaftlichen Arbeiten wurde ihm 1970 die Doktorwürde der Geschichtswissenschaften verliehen. Tribuz starb am 30. August 1977 und wurde auf dem Nowodewitschi-Friedhof in Moskau begraben.

### Auszeichnungen
- 2 Leninorden
- Orden der Oktoberrevolution
- Rotbannerorden
- Nachimoworden
- Orden des Roten Sterns
- mehrere Medaillen, u. a.:
  - Medaille „Für die Einnahme Königsbergs“
  - Medaille „Sieg über Deutschland“